# Гюлуан, Криста
Криста Гюлуан (англ. Krista Guloien; род. 20 марта 1980, Нью-Уэстминстер, Британская Колумбия) — канадская гребчиха, выступавшая за сборную Канады по академической гребле в период 2006—2013 годов. Серебряная призёрка летних Олимпийских игр в Лондоне, обладательница двух серебряных медалей чемпионатов мира, победительница и призёрка многих регат национального значения.

## Биография
Криста Гюлуан родилась 20 марта 1980 года в городе Нью-Уэстминстер провинции Британская Колумбия, Канада.
Изучала уголовное право в Университете Саймона Фрейзера. Заниматься академической греблей начала в 2001 году. Во время учёбы состояла в университетской гребной команде, неоднократно принимала участие в различных студенческих регатах. Позже проходила подготовку в Лондоне, Онтарио, в местном гребном клубе Western Rowing Club.
Дебютировала на взрослом международном уровне в сезоне 2006 года, когда вошла в основной состав канадской национальной сборной и выступила в распашных безрульных четвёрках на чемпионате мира в Итоне. Тем не менее, была здесь далека от попадания в число призёров.
В 2007 году в парных четвёрках выступила на этапе Кубка мира в Линце и на мировом первенстве в Мюнхене, где заняла итоговое пятое место.
Благодаря череде удачных выступлений удостоилась права защищать честь страны на летних Олимпийских играх 2008 года в Пекине — в программе парных четвёрок сумела квалифицироваться лишь в утешительный финал B и расположилась в итоговом протоколе соревнований на восьмой строке.
После пекинской Олимпиады Гюлуан осталась в составе гребной команды Канады на ещё один олимпийский цикл и продолжила принимать участие в крупнейших международных регатах. Так, в 2009 году на чемпионате мира в Познани она была шестой в восьмёрках.
В 2010 году в безрульных двойках одержала победу на этапе Кубка мира в Бледе, взяла бронзу и серебро на этапе Кубка мира в Люцерне в безрульных двойках и рулевых восьмёрках соответственно. При этом на мировом первенстве в Карапиро стала серебряной призёркой, пропустив вперёд только экипаж из США.
В 2011 году в восьмёрках получила серебро на этапе Кубка мира в Люцерне и на чемпионате мира в Бледе, снова уступив лидерство американским спортсменкам.
Находясь в числе лидеров канадской национальной сборной, благополучно прошла отбор на Олимпийские игры 2012 года в Лондоне. В составе экипажа, куда также вошли гребчихи Рейчел Винберг, Джанин Хансон, Лорен Уилкинсон, Натали Мастраччи, Эшли Бжозович, Дарси Марквардт, Андреанн Морен и рулевая Лесли Томпсон-Уилли, финишировала в женских восьмёрках второй позади команды из США и тем самым завоевала серебряную олимпийскую медаль.
Впоследствии ещё в течение некоторого времени оставалась действующей спортсменкой, в частности в 2013 году в восьмёрках выиграла бронзовую медаль на этапе Кубка мира в Сиднее.